# Zachary Richard

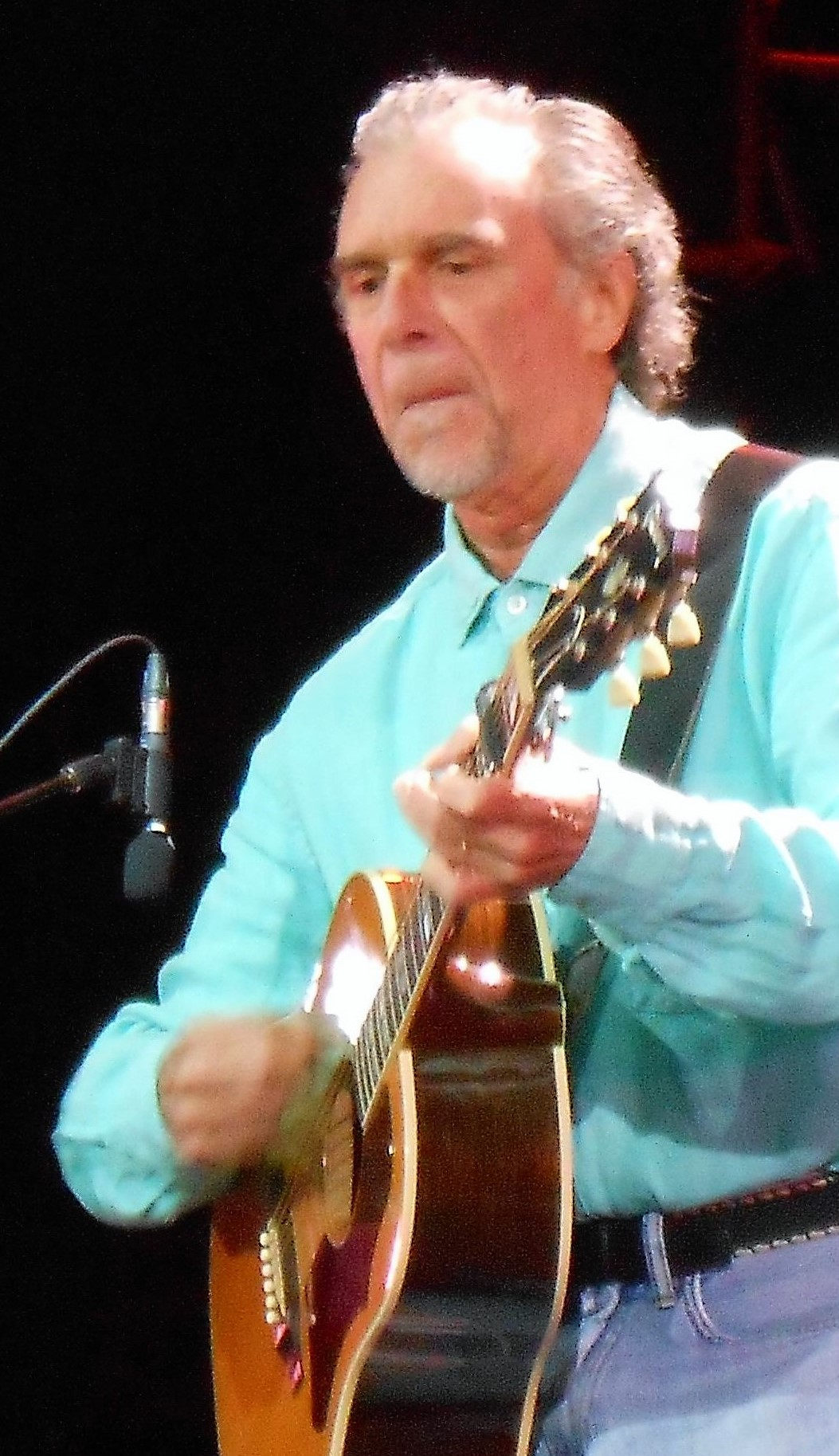
Zachary Richard, 2013

Zachary Richard (* 8. September 1950 in Scott, Louisiana) ist ein US-amerikanischer Singer-Songwriter und Autor.
Richard wuchs im Cajun Country (Acadiana) im Süden von Louisiana auf. Er hatte als Kind Klavierunterricht und war Mitglied im Bishop’s Boys Choir, bis er im Alter von dreizehn Jahren den Rock ’n’ Roll entdeckte. Mit einem Cousin und seinem Freund Michael Doucet gründete er die Bayou Drifter Band, die bis in die 1970er Jahre bestand und zwei Alben (Le Bayou des Mystères, 1976 und Mardi Gras, 1977) veröffentlichte.
Nach einem Studium an der Tulane University ging er 1976 nach Montreal. Dort entstanden sieben Alben mit französischsprachigen Songs, die großen Beifall bei der Musikkritik fanden und auch kommerziell erfolgreich waren: zwei der Alben wurden mit Goldenen Schallplatten ausgezeichnet. 1981 kehrte er nach Louisiana zurück. Dort veröffentlichte er mehrere englischsprachige Alben (Mardi Gras Mambo, Zack's Bon Ton, Women in the Room, Snake Bite Love), die ihn auch international bekannt machten. Sein erstes französischsprachiges Album nach vierzehn Jahren Cap Enragé wurde mit einer Platinschallplatte und 1997 mit dem Prix Félix ausgezeichnet.
1980 erhielt er den Le Prix de la Jeune Chanson Française des französischen Kulturministers, 1996 das Offizierskreuz des Ordre des Arts et des Lettres. Nachdem er 1996 die Action Cadienne zur Förderung des französischsprachigen Kultur in Acadiana gegründet hatte, wurde er im Folgejahr mit dem Ordre des Francophones d’Amérique der Regierung von Québec ausgezeichnet. Mehrere Universitäten (u. a. die Université de Moncton, die University of Louisiana, die Université Sainte-Anne und die University of Ottawa) verliehen ihm Ehrendoktortitel.
In Claude Fourniers Miniserie Juliette Pomerleau spielte Richard die Rolle eines tschechoslowakischen Komponisten. Als Produzent, Sprecher und Komponist beteiligte er sich an mehreren Fernsehdokumentationen über die Cajuns in Louisiana: Bayou of the Lost und Against the Tide 2000. Die letztere Dokumentation wurde von der National Educational Television Association als Best Historical Documentary, ihre französische Version (Contre vents) vom Institut d’Histoire de l’Amérique Française mit dem Prix Historia ausgezeichnet. Die sechsundzwanzigteile Serie Cœurs Batailleurs stellte die weltweite Diaspora der Cajuns dar. Sein ebenfalls preisgekrönter Dokumentarfilm Cajun Heart befasste sich mit der Natur des Cajun Country und der Identität ihrer Bewohner. Louisiana Public Broadcasting nahm 2017 das multimediale Konzert Attakapas, the Cajun Story auf.
Daneben engagiert sich Richard für den Umwelt- und Tierschutz und auf sozialem Gebiet. Er unterstützt Organisationen wie PETA, Greenpeace und Farm Sanctuary und unterstützt Bestrebungen zur Renaturierung des Petitcodiac River in Kanada. In Zusammenarbeit mit der Coalition to Restore Coastal Louisiana dokumentierte er in The Legacy of Labranche (1996) die Geschichte und den gegenwärtigen Zustand der Labranche Wetlands. Sein Film Migrations über die Vogelzüge in Nordamerika erhielt beim Festival International du Film Ornithologique 2008 in Frankreich den Ersten Preis.
Nach dem Hurrikan Katrina gründete Richard SOS Musiciens zur Unterstützung der Musikszene in Louisiana. Zum Zweck der Wiederherstellung der Küstenregionen und Hilfe für die betroffenen Gemeinden nach der Deepwater-Horizon-Katastrophe 2010 gründete er die Gulf Aid Acadiana. 2013 überreichte ihm der Cercle Richelieu Senghor in einer Zeremonie im Senat von Frankreich den Prix Richelieu Senghor. Das Louisiana Endowmment of the Arts ernannte ihn 2005 zum Humanist of the Year.
Als Schriftsteller trat er mit dem Buch History of Acadians of Louisiana, vier Kinderbüchern und vier Gedichtbänden hervor. Faire Récolte erhielt den Prix Champlain für französischsprachige nordamerikanische Literatur, Feu den Prix Roland Gasparic. Richard ist der erste französischsprachige Poet Laureate Louisianas.

## Weblink
- Site Officiel Zachary Richard